# Zygorhizidium planktonicum
Zygorhizidium planktonicum är en svampart som beskrevs av Canter 1967. Zygorhizidium planktonicum ingår i släktet Zygorhizidium och familjen Chytridiaceae.   Inga underarter finns listade i Catalogue of Life.